# ニャースのパーティ
「ニャースのパーティ」は、ニャース（犬山犬子）によるシングル。1999年10月27日にピカチュウレコードから発売された。

## 作品概要
- テレビアニメ『ポケットモンスター』の7代目エンディングテーマとして第119話から第142話の間に使用された。エンディングアニメーションは、3DCGで描かれたニャースやポケモン達が登場する。ムサシとコジロウだけは2Dで描かれているが、平面的で紙のようにペラペラ動く。
- 初回限定特典として、ポケモンカード「ロケット団のニャース」が付属した。歌詞中にも1箇所、カードに関するフレーズが登場する。また、『大乱闘スマッシュブラザーズDX』におけるニャースのフィギュアの形、及び説明文は、この『ニャースのパーティ』が元ネタである。このニャースのフィギュアが持っているギターは、アニメのエンディングアニメーションで使っていたものと同じものである。
- 『と☆いってるニャ』は、人間の言葉とポケモンの言葉が分かり、通訳することができるニャースのことを歌っている。曲の中で、『ポケットモンスター』第3話「ポケモン ゲットだぜ!」のピカチュウとキャタピーの会話シーンを通訳する部分がある。
- 最終曲の後に無音部を挟み、シングルにクレジットされていないCDの取り扱う際の注意を歌った曲が収められている（いわゆる隠しトラック）。
- アニメ版では、映像内でポケモンショック以来となるポリゴンが登場している（この映像以来ポリゴンはアニメに出ていない）。

## 収録曲
（全作詞：戸田昭吾、作曲・編曲：たなかひろかず）
1. ニャースのパーティ [3:18]
歌：ニャース（犬山犬子）、ゲスト：ムサシとコジロウ
2. ニャースのうた2000 [3:31]
歌：ニャース（犬山犬子）
3. と★いってるニャ [5:20]
歌：ニャース（犬山犬子）、おしゃべり：ポケモンたち
原案：石原恒和
4. ニャースのパーティ（オリジナルカラオケ） [3:18]
5. ニャースのひとりごと [0:41]

| テレビアニメ『ポケットモンスター』エンディングテーマ 1999年10月14日 - 2000年3月30日 |                                 |                                             |
| 前作: 飯塚雅弓・愛河里花子 「ラプラスにのって」                                     | 犬山犬子 「ニャースのパーティ」 | 次作: 愛河里花子 「ポケモンはらはらリレー」 |